# Carlo Piccardi (Fußballspieler)
Carlo Piccardi (* 7. Oktober 1919 in Florenz; † 29. August 1971) war ein italienischer Fußballspieler, der auf der Position des Verteidigers spielte.
Carlo Piccardi begann seine Karriere beim AC Fiorentina und bestritt mit 18 Jahren seine ersten Spiele für die Florentiner. Seinen größten Erfolg mit seinem Stammklub konnte er in der Saison 1939/40 verbuchen, als die Coppa Italia nach Florenz geholt wurde. Zur Saison 1947/48 wechselte er dann zum AC Mailand.

## Vereine
- Vigevano
- 1937/38 – 1938/39: AC Fiorentina (Serie A, 8 Spiele – 0 Tore)
- 1938/39 – 1939/40: AC Fiorentina (Serie B, 26 Spiele – 0 Tore)
- 1939/40 – 1943/44: AC Fiorentina (Serie A, 87 Spiele – 0 Tore)
- 1945/46: AC Fiorentina (Girone Misto, 20 Spiele – 0 Tore)
- 1946/47: AC Fiorentina (Serie A, 31 Spiele – 1 Tor)
- 1938/39 – 1940/41: AC Fiorentina (Coppa Italia, 13 Spiele – 0 Tor)
- AC Milan

Gesamt:
- Serie A 126 Spiele – 1 Tor
- Serie B 26 Spiele – 0 Tore
- Girone Misto 20 Spiele – 0 Tore
- Coppa Italia 13 Spiele – 0 Tore

Total: 185 Spiele – 1 Tor

## Erfolge
- Coppa Italia: 1939/40